# Экхаут, Альберт

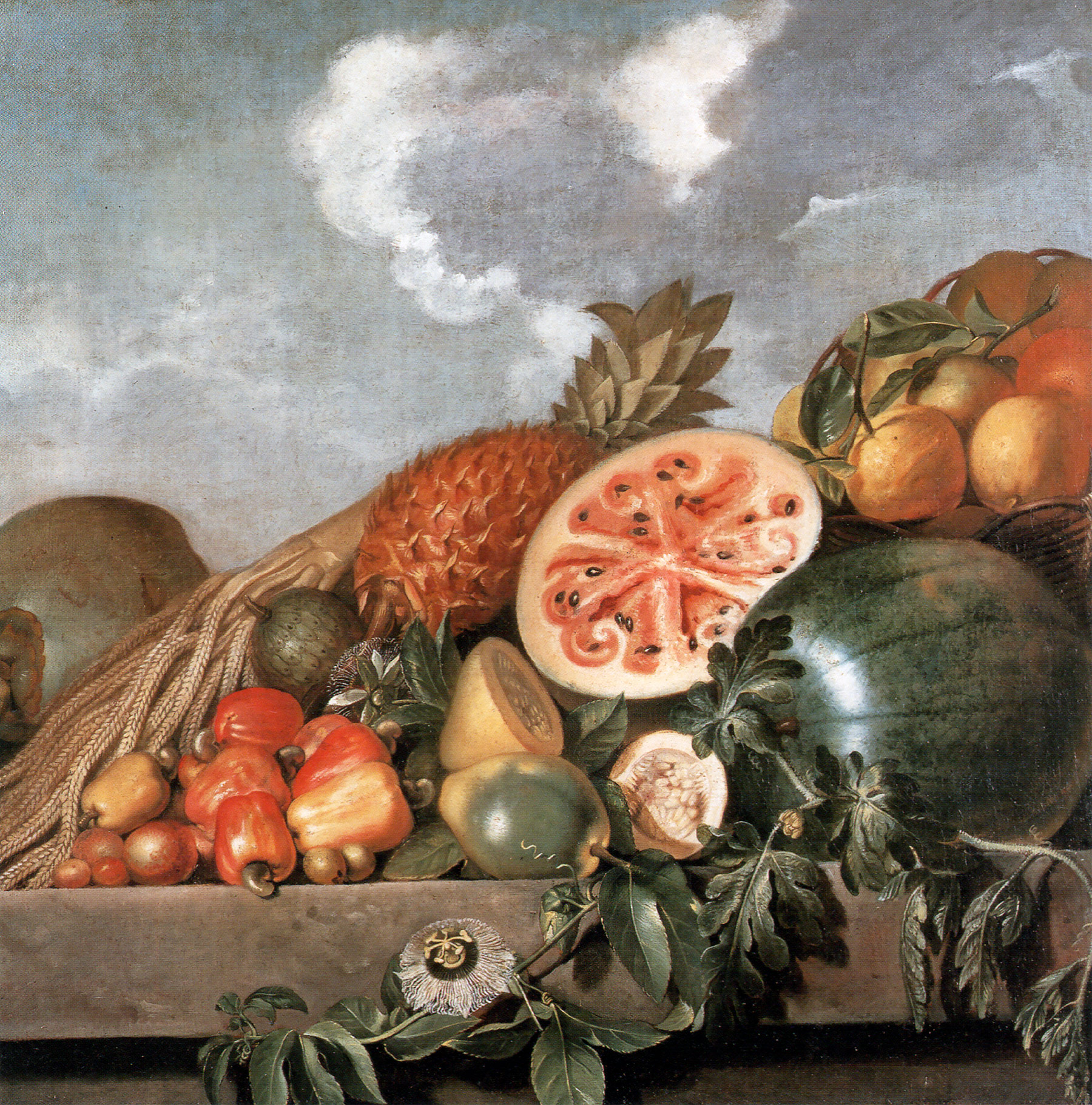
Бразильские фрукты: натюрморт на фоне облаков

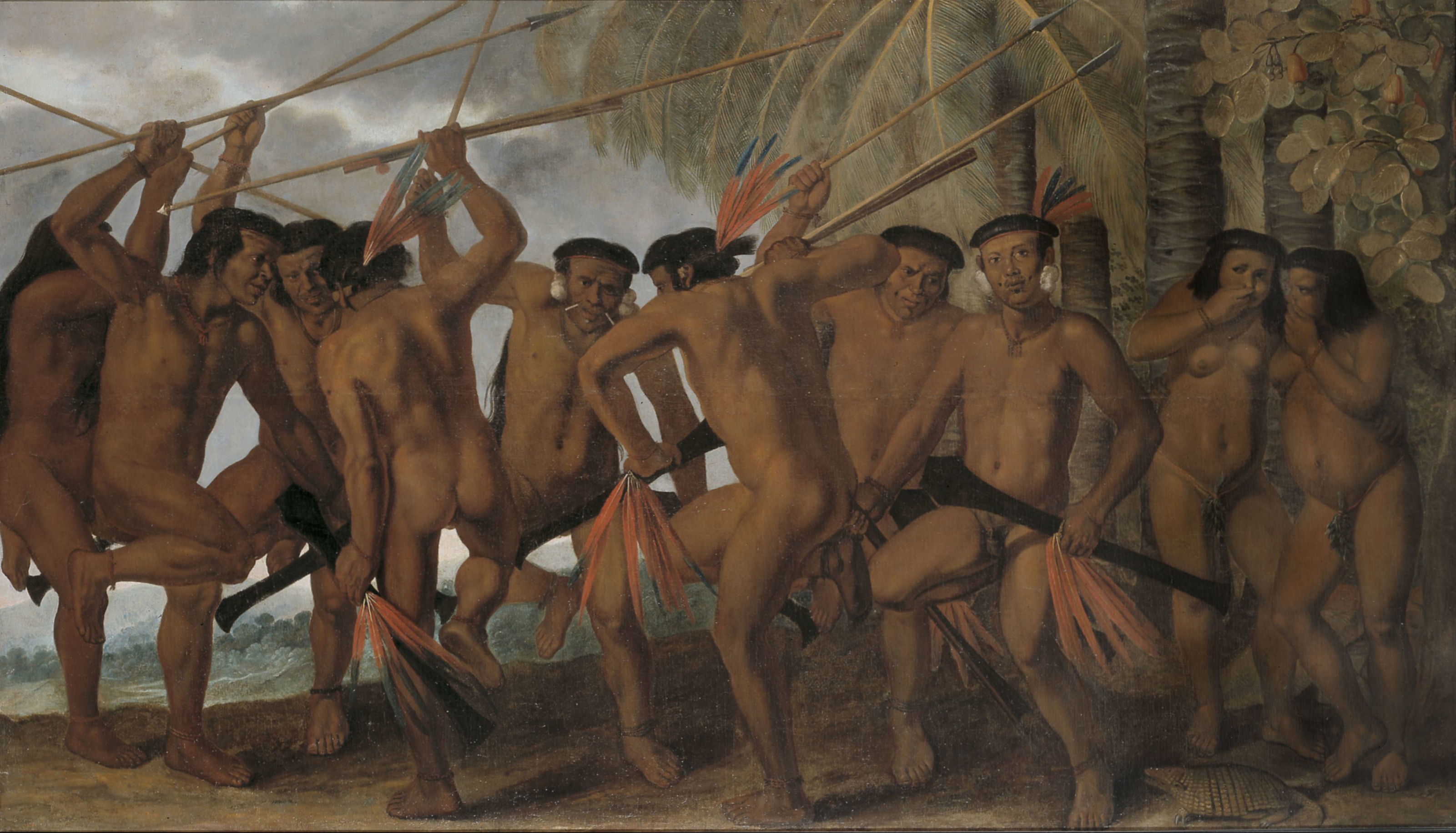
Танцоры из племени тарайриу

Альберт Экхаут, нидерл. Albert Eckhout, Albert (van den) Eyckhout, Albert Eeckhout, Albert Eyckholt (около 1607, Гронинген — 1665 или 1666, Гронинген) — нидерландский художник-портретист и натюрмортист. Его картины являются важными документами ранней колониальной истории Бразилии.

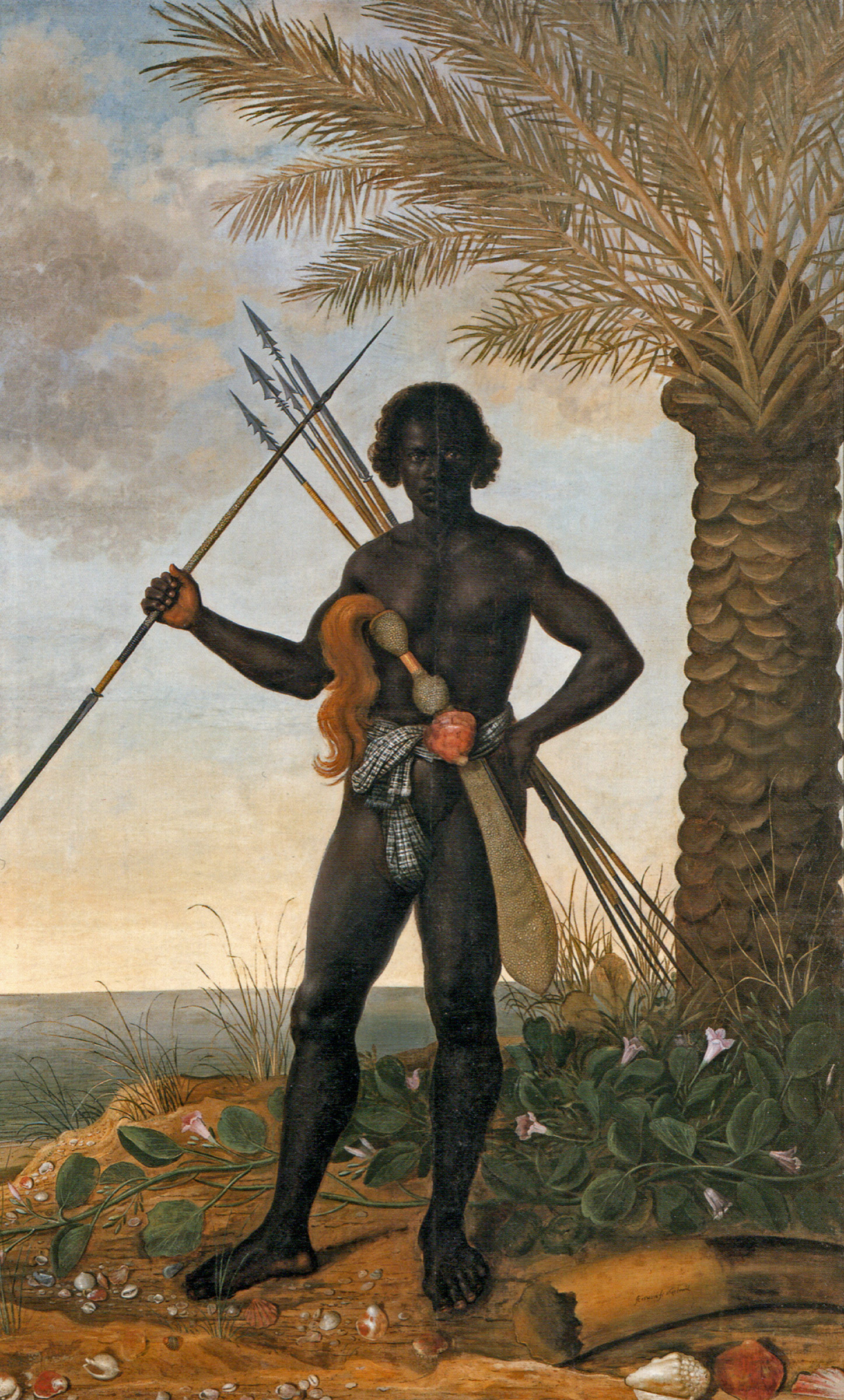
Африканский воин

Наряду с художником Франсом Постом, врачом Виллемом Писо и исследователем Георгом Маргграфом принял участие в восьмилетней экспедиции по Бразилии (1637—1644) под руководством Иоганна Морица Нассау-Зигенского и по поручению Нидерландской Вест-Индской компании. Цель экспедиции состояла в умиротворении индейского населения (в те времена претензии на Бразилию заявляли Нидерланды) и в изучении местной природы. В отличие от Поста, который писал в основном местные ландшафты, Экхаут создавал изображения местных людей, отражал в своих картинах местное этническое разнообразие.
В 1641—1644 гг. Экхаут создал немало портретов бразильских индейцев, чёрных рабов и мулатов в повседневной жизни, а также натюрмортов из тропических фруктов, растений и птиц. Позднее, уже по возвращении из Бразилии, Экхаут изображал бразильских птиц в настенных росписях замка Хофлёсниц в Радебойле, где он в 1653—1655 гг. работал придворным художником. Позднее в Дрездене он работал при дворе курфюрста Саксонии Йоганна-Георга II, а в 1663 г. вернулся в Гронинген.
Князь Иоганн Мориц в 1652 году подарил картины Экхаута своему племяннику Фредерику III, королю Дании и Норвегии, благодаря чему в настоящее время большая часть работ Экхаута хранится в Датском национальном музее в Копенгагене. Сотни его рисунков были подарены Фридриху Вильгельму Бранденбургскому и в настоящее время хранятся в Ягеллонском университете в Кракове.